# 帰郷 (1950年の映画)
帰郷（ききょう）は1950年11月25日に松竹で公開された大庭秀雄監督の日本映画である。

## スタッフ
- 監督：大庭秀雄
- 原作：大佛次郎
- 脚本：池田忠雄
- 撮影：生方敏夫
- 音楽：吉沢博、黛敏郎
- 美術：浜田辰雄
- 編集：杉原よ志

## 出演者
- 守屋恭吾：佐分利信
- 高野左衛子：木暮実千代
- 守屋伴子：津島恵子
- 母・節子：三宅邦子
- 隠岐達三：山村聡
- 牛木利貞：柳永二郎
- 高野信輔：徳大寺伸
- 憲兵曹長：三井弘次
- 小野崎公平：日守新一
- 岡部雄吉：高橋貞二
- 岡村俊樹：市川笑猿
- お種：坪内美子
- 新聞記者：増田順司
- 諸角啓二郎
- 長谷部朋香
- 紅沢葉子
- 水上令子
- 玉島愛造

## 受賞
- 第5回毎日映画コンクール
  - 音楽賞
  - 男優演技賞（佐分利信）
  - 助演賞（山村聡）

## テレビドラマ
- 1963年10月27日 22:00 - 23:00、NET『シオノギ日本映画名作ドラマ』で放送。出演は森繁久彌（森繁久弥）、島かおり、月丘夢路、田浦正巳、須賀不二男、赤木春恵、金子民雄。